# Liste von Schiffen mit dem Namen Amerika
Amerika ist ein häufig genutzter Name von Schiffen. Er bezieht sich auf den amerikanischen Kontinent. Dieser erhielt seinen Namen durch Martin Waldseemüller nach dem Entdecker Amerigo Vespucci. Bei vielen Schiffen wurde der Name in der lateinischen bzw. englischen Version America geschrieben. Auch gibt es die englische Variante American für „amerikanisch“.

## Schiffsliste
| Bezeichnung          | Schiffsart                  | Klasse / Typ      | Baujahr | Bauwerft                                                    | Eigner                                                     | Dienstzeit                                                                                          | Verbleib                                                                      | Bild |
| -------------------- | --------------------------- | ----------------- | ------- | ----------------------------------------------------------- | ---------------------------------------------------------- | --------------------------------------------------------------------------------------------------- | ----------------------------------------------------------------------------- | ---- |
| América              | Linienschiff                | África-Klasse     | 1736    | Juan de Acosta, Havana                                      | Armada Española                                            | 1736–1762                                                                                           | 1771 abgewrackt                                                               |      |
| America              | Linienschiff                | Dunkirk-Klasse    | 1757    | Wells & Stanton, London                                     | Royal Navy                                                 | | 1771 abgewrackt                                                               |      |
| America              | Linienschiff                | Intrepid-Klasse   | 1777    | Deptford                                                    | Royal Navy                                                 | | 1807 abgewrackt                                                               |      |
| America              | Linienschiff                |                   | 1782    |                                                             | United States Navy                                         | nicht in Dienst gestellt                                                                            | 1783 an Frankreich verschenkt, 1786 abgewrackt                                |      |
| America              | Linienschiff                | Téméraire-Klasse  | 1788    | Brest                                                       | Marine Nationale                                           | 1789–1794                                                                                           | 1794 von der Royal Navy gekapert, in HMS Impétueux umbenannt, 1813 abgewrackt |      |
| America              | Linienschiff                | Vengeur-Klasse    | 1810    | Blackwall Yard, London                                      | Royal Navy                                                 | | 1867 abgewrackt                                                               |      |
| America              | Raddampfer                  |                   | 1848    |                                                             | Cunard Line                                                | 1848                                                                                                | 1875 abgewrackt                                                               |      |
| America              | Frachtschiff                |                   | 1850    | New York                                                    | Österreichischer Lloyd                                     | 1850–1875 (Erwerb durch ÖL: 1856)                                                                   |                                                                               |      |
| America              | Yacht                       |                   | 1851    | William H. Brown, New York                                  |                                                            | | 1946 abgewrackt                                                               |      |
| Amerika              | Korvette                    |                   | 1857    |                                                             | Kaiserlich Russische Marine                                | 1857–1883                                                                                           |                                                                               |      |
| America              | Bark                        |                   | 1860    | Gebrüder Gross, Hammelwarden                                | Albers & Claussen                                          | | 1882 verkauft und in Amerika umbenannt, 1900 abgewrackt                       |      |
| America              | Passagierschiff             |                   | 1863    |                                                             | Norddeutscher Lloyd                                        | 1863–1894                                                                                           |                                                                               |      |
| American             | Walfänger                   |                   |         |                                                             | United States Navy                                         | | Am 20. Dezember 1861 versenkt                                                 |      |
| America              | Passagierschiff             |                   | 1869    | George Steers and Co, Greenpoint                            | Pacific Mail Steamship Company                             | 1869–1872                                                                                           | 1872 verbrannt                                                                |      |
| America              | Passagierschiff             |                   | 1872    | Harland & Wolff, Belfast                                    | Thingvalla-Linie                                           | 1893–1898                                                                                           | 1898 abgewrackt                                                               |      |
| America              | Frachtschiff                |                   | 1898    | Detroit                                                     |                                                            | 1898–1928                                                                                           | Am 6. Juni 1928 gesunken                                                      |      |
| American             | Frachtschiff                |                   | 1900    | Delaware River Iron Ship Building and Engine Works, Chester | American-Hawaiian Steamship Company                        | 1900–1925                                                                                           | 1925 in Honolulan umbenannt, 1926 abgewrackt                                  |      |
| Amerika / America    | Passagierschiff             |                   | 1905    | Harland & Wolff, Belfast                                    | HAPAG / United States Shipping Board / United States Lines | 1905–1914 (Amerika) 1917 bis 1932 (America)                                                         | 1940 in Edmund B. Alexander umbenannt, 1957 abgewrackt                        |      |
| Goldenfels / Amerika | Frachtschiff                |                   | 1911    | Swan, Hunter & Wigham Richardson, Newcastle upon Tyne       | DDG Hansa / Brock Steamship / Schulte & Bruns              | 1911–1921 (Goldenfels) 1921 bis 1923 (Brocktown) 1923 bis 1936 (Goldenfels) 1936 bis 1942 (Amerika) | am 21. Februar 1942 versenkt                                                  |      |
| Amerika              | Passagierschiff             |                   | 1930    | Burmeister & Wain, Kopenhagen                               | Det Østasiatiske Kompagni                                  | 1930–1943                                                                                           | Am 22. April 1943 versenkt                                                    |      |
| America              | Passagierschiff             |                   | 1940    | Newport News Shipbuilding, Newport News                     | United States Line                                         | 1940–1942 1946–1964                                                                                 | 1964 an Okeania SA verkauft und in Australisumbenannt, 1994 gestrandet        |      |
| America              | Schlepper                   |                   | 1944    | Decatur Iron & Steel, Decatur                               | Drakotas J., Piräus                                        | 1944–2008                                                                                           | 2012 in Fahrt                                                                 |      |
| America              | Schlepper                   |                   | 1956    | Gulfport Shipbuilding, Port Arthur                          | Mullane Brothers Marine, Norfolk                           | seit 2009                                                                                           | 2012 in Fahrt                                                                 |      |
| America              | Flugzeugträger              | Kitty-Hawk-Klasse | 1964    | Newport News Shipbuilding, Newport News                     | United States Navy                                         | 1965–1996                                                                                           | Am 14. Mai 2005 versenkt                                                      |      |
| America              | Schlepper                   |                   | 1983    |                                                             |                                                            | 1982–2007                                                                                           | In Constellation Mariti umbenannt, als Orion in Fahrt                         |      |
| America              | Amphibisches Angriffsschiff | America-Klasse    | 2012    | Huntington Ingalls Industries, Pascagoula                   | United States Navy                                         | noch nicht in Dienst gestellt                                                                       |                                                                               |      |